# Memecylon
- Commons
- Wikispecies

Memecylon L. é um género botânico pertencente à família Memecylaceae.

## Espécies
- Memecylon agastyamalaianum
- Memecylon floribundum
- Memecylon manickamii
- Memecylon pauciflorum
- Memecylon tirunelvelicum
- Memecylon umbellatum
- Lista completa

## Classificação do gênero
| Sistema | Classificação                     | Referência               |
| ------- | --------------------------------- | ------------------------ |
| Linné   | Classe Octandria, ordem Monogynia | Species plantarum (1753) |